# Malesherbes (Loiret)
 Malesherbes foi uma comuna francesa na região administrativa do Centro, no departamento de Loiret. Estendia-se por uma área de 20,77 km², com habitantes, segundo os censos de 2005, com uma densidade de 460,55 hab/km².
Em 1 de janeiro de 2016, passou a fazer parte da nova comuna de Le Malesherbois.